# Ray Huang
Ray Huang (chiń. upr. 黄仁宇; chiń. trad. 黃仁宇; pinyin Huáng Rényǔ; ur. 25 czerwca 1918, zm. 8 stycznia 2000) – chiński historyk. 
Ray Huang był oficerem armii Kuomintangu. W czasie II wojny światowej walczył w Birmie. Swój doktorat z historii Chin obronił w Stanach Zjednoczonych na Uniwersytecie Michigan. Współpracował z Josephem Needhamem. Szczególnie zajmował się historią Chin w czasie dynastii Ming. Najbardziej jest znany ze swoich koncepcji w ramach makrohistorii. 

## Publikacje
- Fiscal administration during the Ming dynasty (1969)
- Taxation and Governmental Finance in Sixteenth Century Ming China (London 1974).
- 1587, A Year of No Significance: The Ming Dynasty in Decline (New Haven & London 1981).
- The Grand Canal during the Ming Dynasty 1368-1644 (Ann Arbor 1983)
- Broadening the Horizons of Chinese History (Armonk, New York 1987).
- China: A Macro History (Armonk, New York 1988).
- 宋碧雲譯，《長沙白茉莉》（Biały jaśmin z Changsha）(Taibei 1990).
- 張逸安譯，《黃河青山：黃仁宇回憶錄》（Żółta rzeka i zielone góry）(Taibei 2001)